# الحزب البلشفي في بوركينا فاسو
الحزب البلشفي البوركينابي (بالفرنسية: Parti Bolchévique Burkinabè)‏ كان حزبا شيوعيا في بوركينا فاسو (فولتا العليا سابقا). كان الحزب بقيادة حسان ديكو.